# NXT UK
NXT UK è stato un programma televisivo statunitense prodotto dalla WWE, andato in onda il giovedì sera sul WWE Network dal 17 ottobre 2018 al 1º settembre 2022.
NXT UK è stata la succursale britannica di NXT e gli atleti di NXT UK, come quelli di NXT, potevano apparire in entrambi gli show. Annunciato il 18 giugno 2018 durante lo United Kingdom Championship Tournament, la prima puntata andò in onda il 28 luglio dello stesso anno, mentre l'ultima il 1º settembre 2022.

## Storia
In una conferenza tenutasi alla The O2 Arena di Londra il 15 dicembre 2016 Triple H annunciò l'organizzazione di un torneo a sedici uomini per decretare il primo detentore del WWE United Kingdom Championship. Il torneo si svolse in due giorni il 14 gennaio e il 15 gennaio 2017 e andò in onda esclusivamente sul WWE Network. A vincere fu Tyler Bate, che sconfisse Pete Dunne in finale.
In seguito dal 28 gennaio 2017 il titolo venne difeso a NXT, territorio di sviluppo della WWE, oltre che in varie federazioni indipendenti (soprattutto inglesi). Per questo motivo venne annunciata da Triple H la creazione di un roster di NXT nel Regno Unito chiamata NXT UK. Tale annuncio venne dato il 18 giugno 2018 durante la seconda edizione dello United Kingdom Championship Tournament. Inoltre, il 7 giugno Johnny Saint era stato nominato General Manager di tale nuovo brand.
Nella prima puntata di NXT UK registrata il 26 agosto seguente e andata in onda il 28 novembre dello stesso anno Rhea Ripley sconfisse Toni Storm, diventando la prima detentrice dell'NXT UK Women's Championship, nella finale del torneo per l'assegnazione di tale titolo.
Il 12 gennaio 2019, a NXT UK TakeOver: Blackpool, i Grizzled Young Veterans sconfissero i Moustache Mountain (Trent Seven e Tyler Bate), diventando i primi detentori dell'NXT UK Tag Team Championship, nella finale del torneo per l'assegnazione di tale titolo.
Dopo il 2 aprile 2020, a causa della pandemia di COVID-19 che ha coinvolto tutto il mondo, le puntate di NXT UK furono sospese a causa del crescere della pandemia nel Regno Unito, e ripresero ufficialmente a partire dal 17 settembre 2020 a porte chiuse.
Dopo un torneo iniziato nell'ottobre del 2020, il 26 novembre venne coronato il primo detentore dell'NXT UK Heritage Cup, A-Kid, il quale sconfisse Trent Seven nella finale del torneo per l'assegnazione del titolo.
Il 18 agosto 2022 venne annunciato che NXT UK sarebbe stato chiuso per far posto al progetto futuro NXT Europe, e per questo motivo molti atleti dello show vennero licenziati e gli ultimi rimasti passarono ad NXT dopo NXT Worlds Collide del 4 settembre 2022, dove l'NXT United Kingdom Championship, l'NXT UK Tag Team Championship e l'NXT UK Women's Championship vennero unificati rispettivamente con l'NXT Championship, l'NXT Tag Team Championship e l'NXT Women's Championship, mentre l'NXT UK Heritage Cup venne temporaneamente sospeso (infatti tornò come NXT Heritage Cup a settembre 2022 come parte del roster di NXT).
L'ultima puntata dello show andò in onda il 1º settembre 2022.

## Personale
| Nome               | Nome reale         | Note                           |
| ------------------ | ------------------ | ------------------------------ |
| Andy Sheperd       | Andrew Sheperd     | Telecronista                   |
| Francesca Brown    | Francesca Brown    | Annunciatrice                  |
| Johnny Saint       | John Miller        | General manager                |
| Nigel McGuinness   | Steven Haworth     | Telecronista                   |
| Radzi Chinyanganya | Radzi Chinyanganya | Intervistatore                 |
| Sid Scala          | Sid Scala          | Assistente del General Manager |

## Cronologia degli eventi speciali
| Nome                          | Data            |
| ----------------------------- | --------------- |
| NXT UK TakeOver: Blackpool    | 12 gennaio 2019 |
| NXT UK TakeOver: Cardiff      | 31 agosto 2019  |
| NXT UK TakeOver: Blackpool II | 12 gennaio 2020 |